# Andrés de la Mora
Andrés de la Mora (* 7. Mai 1994 in Mexiko-Stadt, Mexiko) ist ein mexikanischer Schauspieler. Internationale Bekanntheit erlangte er durch die Telenovela NOOBees.

## Leben
Mora wurde 1994 in Mexiko-Stadt geboren und hat eine jüngere Schwester. Seit 2018 spielt er in der kolumbianischen  Telenovela NOOBees die männliche Hauptrolle des David Orduz. 2019 war Mora in 77 Folgen in der La reina soy yo zu sehen. Neben der Schauspielerei macht er auch Musik.

## Filmografie
- 2018–2020: NOOBees (Fernsehserie)
- 2019: La reina soy yo (Fernsehserie, 77 Folgen)